# Şehzade Mustafa
Şehzade Mustafa (en turco otomano: شهزاده مصطفى) (Manisa, 6 de agosto de 1515 — Konya, 6 de octubre de 1553), fue hijo de Solimán el Magnífico y una de sus concubinas, Mahidevran Hatun. 
Mustafa fue uno de los herederos más famosos en la historia otomana, y un príncipe muy popular entre la gente de Anatolia, gobernando las regiones de Manisa y de Amasya, hasta que fue ejecutado por órdenes de su padre, acusado de sedición y traición.

## Biografía

### Familia e infancia

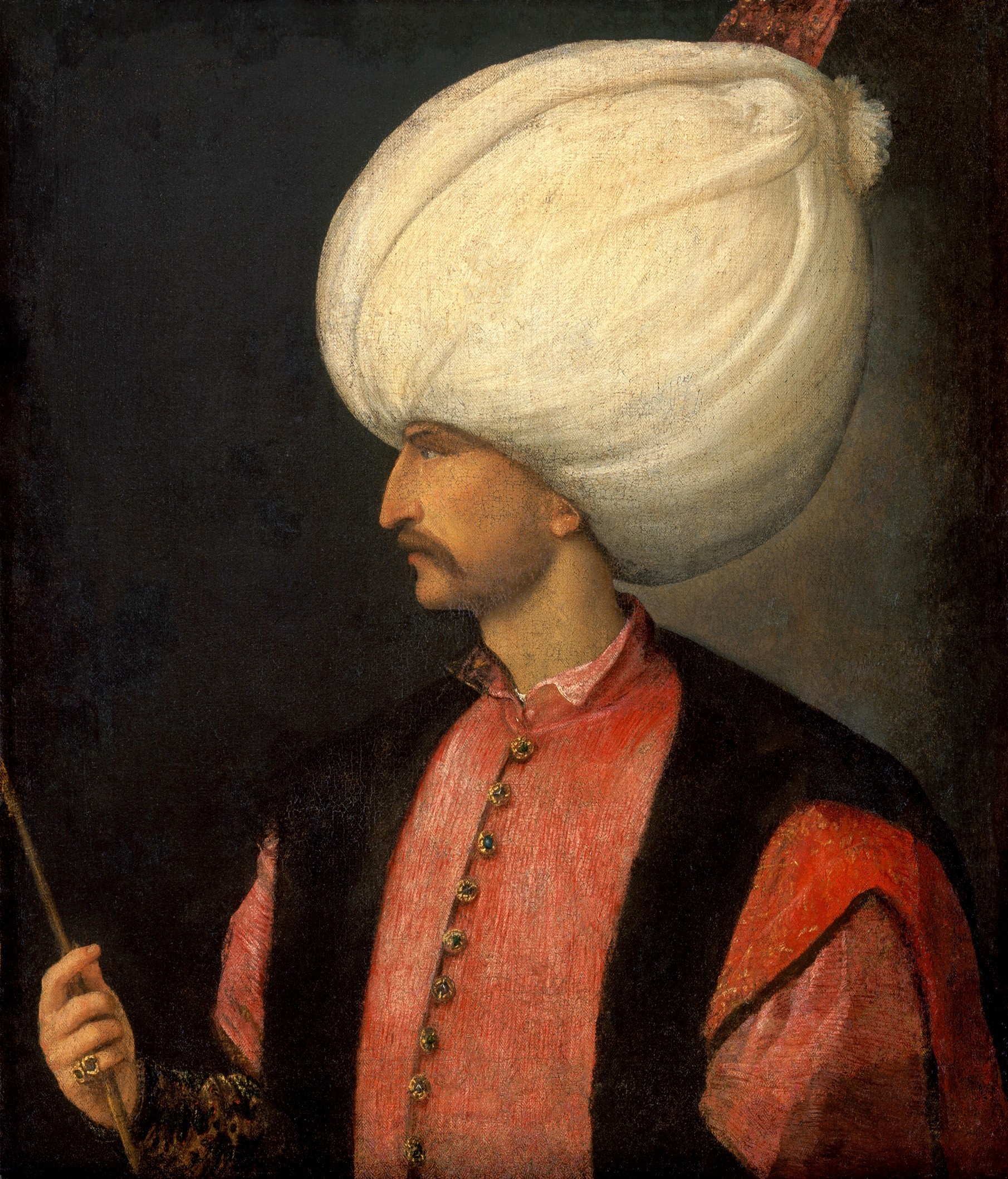
Solimán, padre de Mustafa y sultán otomano entre 1520 y 1566.

Mustafa fue el segundo hijo del şehzade Solimán I, por lo tanto nieto del sultán Selim I.  Mustafa nació, según los historiadores, el 6 de agosto de 1515 en Manisa, donde su padre actuaba como gobernador provincial (sanjak-bey). Su madre era Mahidevran Hatun, una concubina proveniente del Cáucaso o Albania.  
La tradición otomana indicaba que los potenciales herederos al trono, como fue el caso de su padre Solimán I, eran asignados como sanjak-bey a diferentes lugares del Imperio, con el fin que aprendieran las labores del gobierno y administración del Estado. Manisa, debido a su relativa cercanía con la capital Estambul, era uno de los sanjacados más preciados por los pretendientes.
Cuando Selim I falleció en 1520, Solimán ascendió al trono y Mustafa junto a la familia real se trasladó al Palacio Viejo, donde residía el Harén, mientras que su padre se trasladó al Palacio de Topkapi. Mustafa tenía un hermano mayor, Şehzade Mahmud, considerado heredero al trono, pero luego de la ascensión al trono de Solimán una epidemia de viruela se desató por todo Estambul, llegando hasta el Palacio Viejo. La primera víctima de su familia fue su media hermana, Raziye Sultan. Luego vino Şehzade Murad y finalmente Mahmud (el primer hijo del sultán) fallece el 29 de octubre de 1521, dejando como heredero al pequeño Mustafa. 
Aunque Mahidevran formaba parte del harén de Solimán en Manisa, este se amplió al regresar a Estambul, donde conoció a una esclava de origen ruteno, conocida como Roxelana o Hürrem Sultan. Hürrem desplazó a Mahidevran como la primera consorte de Solimán. Hürrem tuvo varios hijos varones con Solimán, quienes disputarían la sucesión con Mustafa: Şehzade Mehmed, Şehzade Selim, y Şehzade Bayezid. Otros hijos de Hürrem con el sultán no disputarían al trono: Şehzade Abdullah, fallecido a temprana edad, Mihrimah Sultan, por ser mujer, y Şehzade Cihangir, quien tenía serios problemas de salud y una joroba en la espalda. 
Desde su infancia, Mustafa destacó entre sus hermanos y, pese a ser el único de ellos que no era hijo de la favorita Hürrem, parecía que era el elegido por Solimán para sucederle. Cuando tenía solo nueve años, un embajador veneciano en Constantinopla informó lo siguiente:
”Él [Mustafa] tiene un talento extraordinario; será guerrero, además es muy querido por los jenízaros, y realiza desde ya grandes hazañas."
Pargalı İbrahim Paşa quien fue Gran Visir de Solimán y su fiel consejero siempre fue un gran mentor de Mustafa. Ibrahim se dedicó a entrenarlo y a enseñarle todas las habilidades necesarias para ser un gran soldado y cuando llegase el momento, ocupar el trono. Esto estableció una gran relación entre ellos y la madre de Mustafá, Mahidevran, a quien Ibrahim siempre protegió. Aún así, una aparente enemistad entre Ibrahim y la consorte de Solimán, Hürrem Sultan, más varios errores políticos cometidos, produjo el fatal desenlace de Ibrahim, por lo que fue ejecutado en 1536. Con aquello, Mustafa no quedó con mucho apoyo en la corte.

### Gobernador provincial
En 1529, Mustafa fue enviado a Karaman como Sanjak Bey.
En 1533, cuando Mustafa tenía 18 años, fue nombrado oficialmente como Sanjak Bey de Manisa, el mismo puesto que su padre había detentado previamente, a donde se trasladó junto a su madre.
En su cargo de Sanjak Bey de Manisa, Mustafa obtuvo gran aprecio de parte de los ciudadanos, que veían en él al futuro sultán. Al describir la corte de Mustafa en el centro de Kara (actual Diyarbakir), cerca de la frontera con el Imperio safávida, Bassano escribió hacia 1540: 

El príncipe tiene una de las cortes más maravillosas y gloriosas, no menos que la de su padre y que su madre, que estaba con él, le instruye a cómo hacerse querer por la gente.

  El embajador austriaco, Ogier Ghiselin de Busbecq, remarcó:

Solimán tiene entre sus hijos uno llamado Mustafa, maravillosamente bien educado, prudente y de una edad para gobernar, ya que tiene 24 o 25 años de edad; que Dios nunca permita que una barbarie de tal envergadura caiga sobre nosotros.
Ogier Ghiselin de Busbecq

Sin embargo, su hermano Mehmed comenzó a obtener más relevancia ante los ojos de Solimán, sobre Mustafa, debido a que Mustafa empezó a rodearse de nobles que tenían gran influencia sobre él. Aunque ambos hermanos se llevaban bien, y Mehmed veía como ejemplo a Mustafa, la disputa por la sucesión se tornó más fuerte. En 1541, Solimán designó a Mehmed como nuevo sanjak-bey de Manisa y desplazó a Mustafa a Amasya, ubicada en la frontera oriental del país. Manisa quedaba más cerca de Estambul que Amasya, por lo que en la eventualidad de la muerte del sultán, Mehmed estaba mejor posicionado que Mustafa para gobernar. La disputa entre ambos hermanos, sin embargo, acabó tras la repentina muerte de Mehmed en 1543.

### Conflicto sucesorio
Tras la muerte de Mehmed, parecía que todas las barreras entre el trono y Mustafa habían desaparecido. Muchos ciudadanos y líderes jenízaros apostaban por Mustafa como el sucesor de un Solimán cada vez más anciano y el salvador de un país que entraba en una época de recesión. Los aristócratas otomanos también veían a Mustafa como una oportunidad de desplazar del poder a los devşirme, cristianos convertidos al islam y que habían ocupado gran parte de los puestos de confianza en la corte de Solimán.
En 1553, cuando Mustafa tenía treinta y ocho años, el italiano Bernardo Navagero escribió:

Es imposible describir lo mucho que es amado y deseado por todos como sucesor al trono.

El camino de Mustafa al trono, sin embargo, enfrentó nuevos desafíos cuando dos hijos de Solimán y Hürrem fueron asignados a sus respectivos sanjacados. Selim fue enviado a Konya en 1542, mientras Bayezid fue enviado a Karaman el mismo año. 
Ambas estaban más cerca de la capital que Amasya, lo que daba una señal de las preferencias de Solimán. Estas se vieron reforzadas cuando en 1544, Selim fue transferido a la preciada Manisa. Aunque a pesar de todo, los jenízaros y el pueblo le creían el más apto de sus hermanos para ocupar el trono. 

### Ejecución

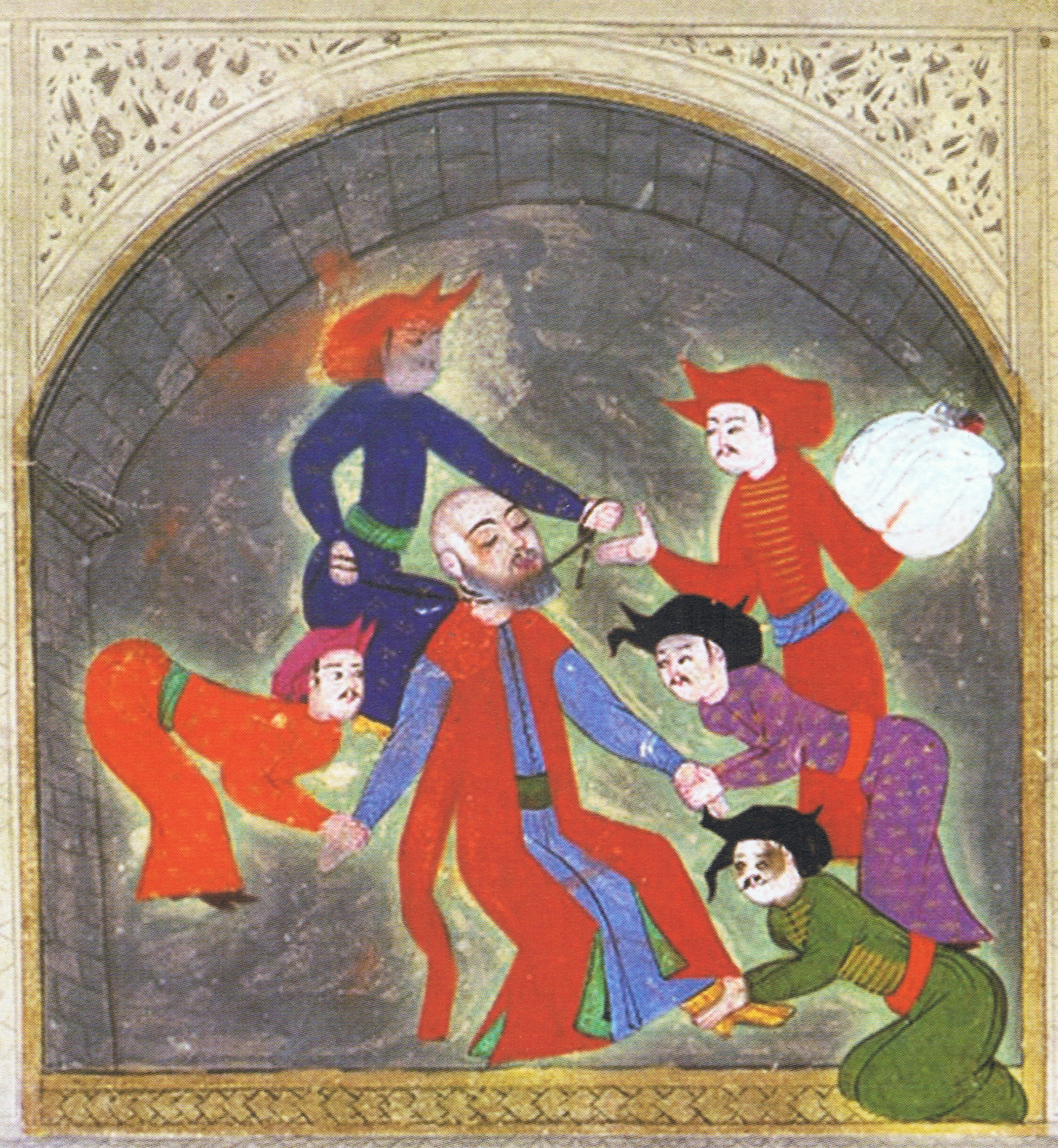
La ejecución de Mustafa en una ilustración otomana del.

Solimán, ya anciano, decidió iniciar una nueva guerra contra el Imperio safávida de Persia. Es en este contexto que las sospechas hacia Mustafa aumentaron. Solimán temía que su hijo, que ya contaba con el apoyo de los ejércitos, lo derrocara tal como su padre Selim hiciera años antes con su abuelo, Bayezid II. 
Una carta habría llegado al sultán indicando una alianza entre Mustafa y el shah persa Tahmasp I para derrocarlo y eso provocó la decisión de ejecución
El ejército otomano se encontraba en Ereğli, antes de cruzar los montes Tauro. Solimán convocó a Mustafa a un encuentro en el que el príncipe podría exculparse de los crímenes de los que había sido acusado y que no tenía nada de qué temer. Mustafa quedó así ante la decisión de ir y poner en riesgo su vida, o negarse y reconocer implícitamente su traición. Finalmente, Mustafá decidió ir a visitar a su padre, llegando al campamento con todo su ejército que lo acompañó en señal de apoyo, el 6 de octubre de 1553.

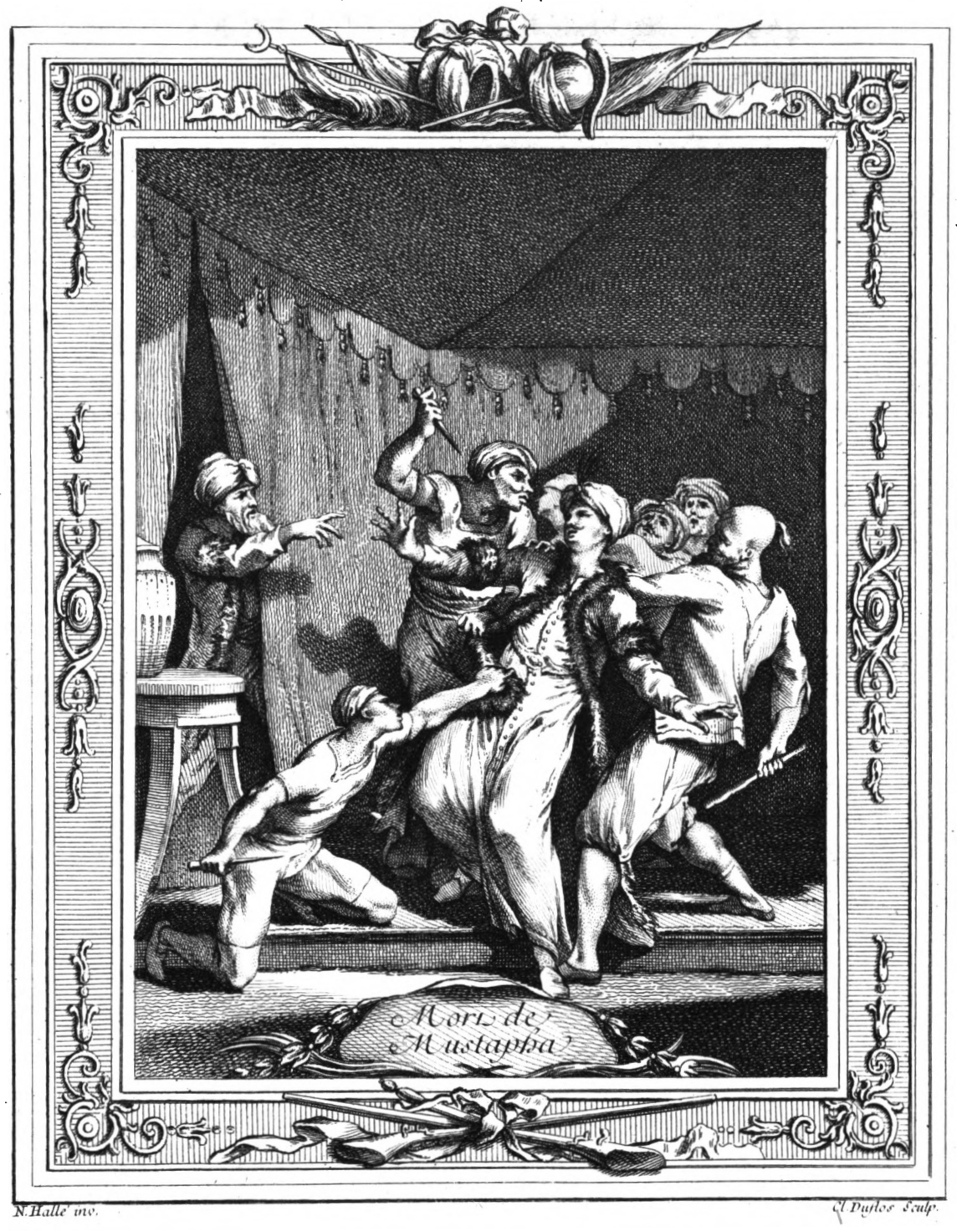
Grabado francés de 1747 con la ejecución de Mustafa.

Mustafa entró a la tienda de su padre, donde fue estrangulado. Lo ocurrido es narrado por Busbecq, quien habría recibido la historia por parte de testigos de la ejecución.

Mustafá entró y el drama comenzó, siendo rodeado y atrapado. Pero el príncipe, en el que creía sería su último momento, recuperó fuerzas y se animó con heroico coraje. Sabía que si triunfaba, obtendría el trono; imaginó el desorden y el fragor de la batalla que levantaría a los jenízaros; los vio ya preparados para defenderlo de la barbaridad de Solimán y creyó escuchar ya su proclamación como emperador por todo el ejército. Era precisamente eso lo que temía Solimán y por eso tuvo la precaución de colgar cortinas tras su tienda, donde esta tragedia tuvo lugar, de tal forma que nadie pudiera ver o incluso sospechar algo y que ningún ruido pudiera escucharse.

El ardiente deseo de Mustafá de vivir y reinar lo hizo invencible, incluso luchando solo frente a todos. El resultado del combate seguía siendo incierto, pero Solimán, impaciente de éxito, levantó su cabeza sobre las cortinas y vio que sus verdugos estaban listos a punto de renunciar a la pelea. Su miedo aumentó y los miró amenazantemente, con sus ojos llenos de ira y crueldad. ¿Qué produjo en los verdugos? Esto no se puede describir; la furia demostrada no tenía comparación. Instantáneamente, los verdugos se lanzaron por segunda vez sobre Mustafa, derribándolo y le quitaron rápidamente la vida.

De inmediato, expusieron el cadáver del príncipe desafortunado frente a la tienda de Solimán, para que los jenízaros pudieran comprender que su poder y autoridad había determinado el destino del hombre que ellos querían tener como emperador.
Ogier Ghiselin de Busbecq

### Reacciones a su muerte

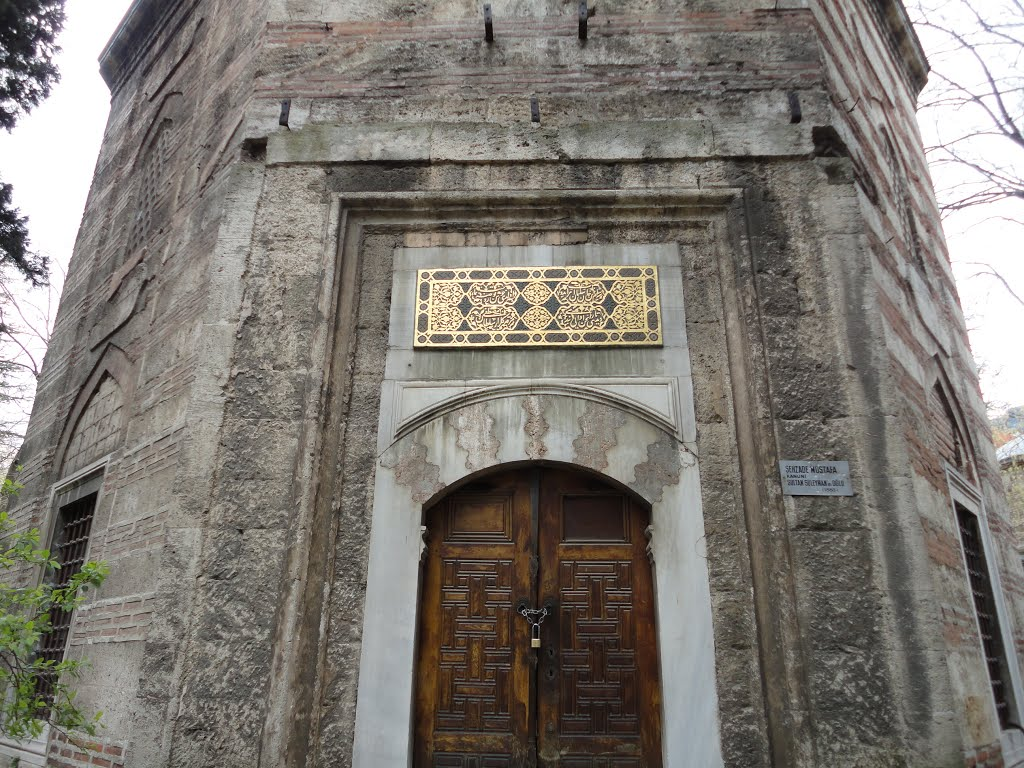
Mausoleo de Mustafa, en Bursa.

Después de la muerte del príncipe, los jenízaros protestaron por la decisión de Solimán e iniciaron una revuelta. El ejército de Mustafa consideró que la ejecución era injusta, acusaron al sultán de ser un viejo loco que había caído en las maniobras políticas de Hürrem Sultan y Rüstem Paşa, por lo que exigieron la muerte de ambos. Sin embargo, los jenízaros aún estaban desorientados por la muerte de Mustafa y, sin un líder fuerte, no lograron poner en jaque el gobierno de Solimán. Para calmarlos, el sultán expulsó a Rüstem del campamento y lo envió de regreso a Estambul, dejando como gran visir a Kara Ahmed Pasha.
El pueblo y los jenízaros también recordaron la ejecución de Pargalı İbrahim Paşa sucedida en 1536, de la cual también acusaron a Hürrem como la principal culpable de tal acontecimiento y haber manipulado la mente de Solimán.  
Las revueltas que ocurrieron fueron rápidamente aplacadas. El hijo de Mustafa, Mehmed, también fue ejecutado poco después que su padre, como era la costumbre cuando un príncipe era ejecutado por traición, para evitar revueltas o posibles futuras aspiraciones al trono. 
La muerte de Mustafa fue ampliamente sentida por sus allegados. Su cuerpo fue puesto en la mezquita de Santa Sofía para que fuera despedido por los habitantes de la capital, antes de ser enterrado en un gran mausoleo en Bursa.
La muerte de Mustafa dejó a Selim y Bayezid como los únicos pretendientes al trono, lo que generaría una guerra fratricida muy intensa, que terminaría con la ejecución de Bayezid y sus hijos en 1561 y el ascenso de Selim II al trono tras la muerte de Solimán, en 1566.

## Impacto cultural

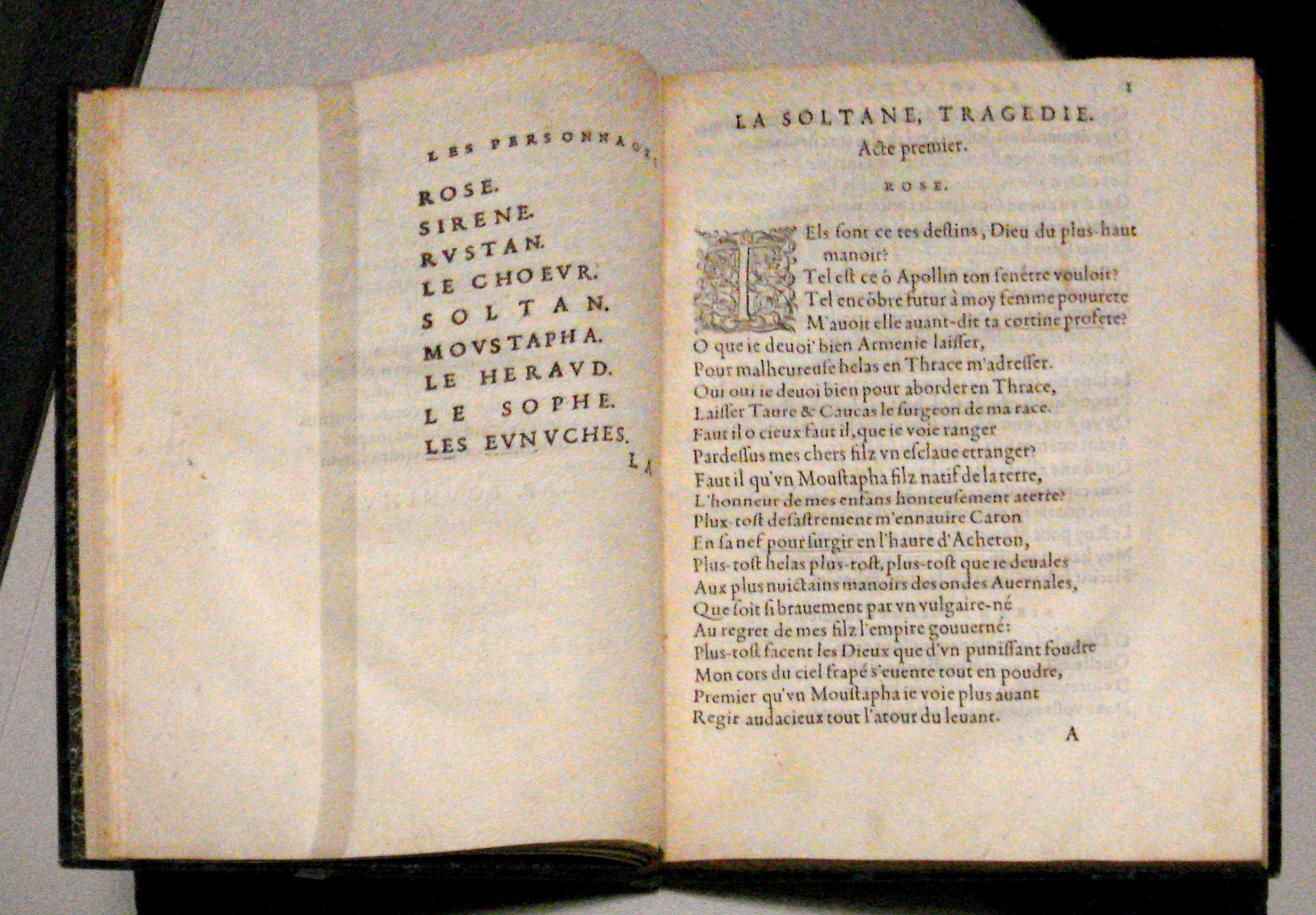
La Soltane (1561), una obra dramática del francés Gabriel Bounin, narra la muerte de Mustafa.

La popularidad de Mustafa se extendió por varias generaciones. Varios años después de su muerte, las personas de algunas regiones de Anatolia recordaban a Mustafa como "sultán Mustafa", como si hubiera heredado con éxito el trono. Hoy día es muy recordado en Turquía, sobre todo en Bursa, en donde se le suele rendir tributo a su figura en su mausoleo donde descansan sus restos junto con los de su madre.  

### Literatura
Su vida y su destino se convirtieron en parte de la literatura turca de Anatolia. El poeta Taşlıcalı Yahya Efendi, que era muy cercano a la familia real, compuso una elegía en su nombre. La obra enfureció a Rüstem Paşa, quien ordenó el exilio del poeta.
Las intrigas palaciegas durante el mandato de Solimán fueron parte fundamental de la obra Le Soltane, del francés Gabriel Bounin. Centrada en el ascenso de Roxelana (Hürrem Sultan), la obra publicada en 1561 narra la trágica muerte del Príncipe Mustafa.

### Televisión
En los últimos años, varias series televisivas en Turquía han narrado la vida de Mustafa. En 2003 fue estrenada la miniserie Hürrem Sultan, donde Mustafa fue interpretado por el actor Ercü Turan. En tanto, la popular telenovela Muhteşem Yüzyıl, estrenada en 2011, contó con la presencia de Mustafa desde su infancia. A partir de su segunda temporada, Mustafa tuvo un rol protagónico en la telenovela, siendo interpretado por el actor Mehmet Günsür.

## Familia
Su única consorte conocida era de origen croata y nació en 1523, aunque se desconoce su nombre.
Hijos
Mustafa tuvo cuatro hijos:
- Şehzade Mehmed (1546 — 10 de diciembre de 1553), hijo con concubina de nombre desconocido. Fue ejecutado por órdenes de su abuelo;
- Şehzade Orhan (1550 — 1552), hijo con concubina de nombre desconocido. Murió joven;
- Şehzade Süleyman (¿? — ¿?), hijo con concubina de nombre desconocido. Murió joven;
- Şehzade Ahmed (¿? — 1552), hijo con concubina de nombre desconocido. Murió joven;

### Hijas
Mustafa tuvo tres hijas: 
- Fatma Sultan (¿? - después de 1570), hija con concubina de nombre desconocido. Ella debe haber sido la primera hija de Mustafa ya que su nacimiento se data entre 1533 y 1535, mientras que su último registro encontrado es en 1570. En 1552 se casó con Boşnak Ahmed Paşa. Tuvo descendencia;
- Nergisşah Sultan (1536 — 1592), hija con concubina de nombre desconocido, casada en 1554 con Damat Maktul Ahmed Paşa, beylerbey del eyalato de Rumelia. Tuvo descendencia;
- Şah Sultan (1547 — 2 de noviembre de 1577), hija con concubina de nombre desconcocido. Se casó en 1562 con Damat Abdülkerim Paşa. Tuvo descendencia.